# Naugatuck
Naugatuck est une ville du comté de New Haven dans l'État du Connecticut aux États-Unis. Lors du recensement de 2010, sa population était de 31 862 habitants.

## Géographie
Selon le bureau du recensement des États-Unis, la ville a une superficie totale de 16,4 milles carrés (42,48 km2), dont 16,31 milles carrés (42,24 km2) de terre et 0,09 milles carrés (0,23 km2) d'eau.

## Histoire
Naugatuck est dérivé d'un mot amérindien signifiant « un grand arbre » et qui a donné son nom à la Naugatuck River (en), qui traverse la ville. Naugatuck devient une municipalité en 1844.

## Démographie
| 1850  | 1860  | 1870  | 1880  | 1890  | 1900   |
| ----- | ----- | ----- | ----- | ----- | ------ |
| 1 720 | 2 590 | 2 830 | 4 274 | 6 218 | 10 541 |

| 1910   | 1920   | 1930   | 1940   | 1950   | 1960   |
| ------ | ------ | ------ | ------ | ------ | ------ |
| 12 722 | 15 051 | 14 315 | 15 388 | 17 455 | 19 511 |

| 1970   | 1980   | 1990   | 2000   | 2010   | - |
| ------ | ------ | ------ | ------ | ------ | - |
| 23 034 | 26 456 | 30 625 | 30 989 | 31 862 | - |